# 西奥尔施泰特
西奥尔施泰特（德語：Wester-Ohrstedt）是德国石勒苏益格－荷尔斯泰因州的一个市镇。总面积18.54平方公里，总人口1076人，其中男性527人，女性549人（2011年12月31日），人口密度58人/平方公里。